# 東亜道路工業
東亜道路工業株式会社（とうあどうろこうぎょう、英: TOA ROAD CORPORATION）は、東京都港区六本木に本部を置く日本の建設会社。
日本の非ゼネコンでは、珍しい独立系の道路舗装大手で、アスファルト乳剤では最大手。官公需比率が高いのが特徴。

## 企業情報

### 本社・事業所
- 本社兼関東支社 - 〒106-0032 東京都港区六本木7-3-7
- 技術研究所 - 〒300-2622 茨城県つくば市要315-126
- 芝山機械センター - 〒289-1607 千葉県山武郡芝山町朝倉335
- 北海道支社 - 〒007-0825 北海道札幌市東区東雁来5条1丁目1番18号
- 東北支社 - 〒980-0811 宮城県仙台市青葉区一番町3-3-20 損保ジャパン仙台一番町ビル
- 中部支社 - 〒461-0011 愛知県名古屋市東区白壁1-45
- 関西支社 - 〒556-0016 大阪府大阪市浪速区元町1-4-17
- 中四国支社 - 〒732-0052 広島県広島市東区光町2丁目14-16
- 九州支社 - 〒812-0016 福岡県福岡市博多区博多駅南1-8-31 九州ビル 6F

### 沿革
- 1930年（昭和5年）11月28日 - 日本ビチュマルス株式会社（にほんビチュマルス）を設立し、本店を東京に開設。
- 1942年（昭和17年） - 商号を東亜道路工業株式会社に改称。
- 1946年（昭和21年） - 商号をビチュマルス道路工業株式会社（ビチュマルスどうろこうぎょう）に改称。
- 1951年（昭和26年） - 商号を現在の東亜道路工業株式会社へ改称。
- 1959年（昭和34年） - 株式を東京店頭市場に公開。
- 1961年（昭和36年）10月2日 - 東京証券取引所市場第2部に上場。
- 1970年（昭和45年） - 東京証券取引所市場第1部に指定替え。
- 1998年（平成10年） - ISO9002認証取得。

## 主な施工実績
- 東京都赤坂通り
- 京滋バイパス
- 東富士道路
- 中央自動車道
- 磐越自動車道
- 関西国際空港
- 中部国際空港

## 関連企業
資本・業務提携
- 株式会社佐藤渡辺（HP）

子会社
- 株式会社東亜利根ボーリング（HP）
- 株式会社アスカ
- 株式会社姶建産業

その他関連企業
- アートエンジニアリング株式会社
- 有明アスコン株式会社
- 富士建設株式会社（HP）